# Nordische Eiskunstlaufmeisterschaften 2013
Die Nordischen Eiskunstlaufmeisterschaften 2013 waren eine vom 31. Januar bis 3. Februar 2013 in Reykjavík, Island ausgetragene Meisterschaft im Eiskunstlauf. Gemäß Regularien durften in der höchsten Altersklasse Teilnehmer aus allen der Internationalen Eislaufunion (ISU) zugehörigen Verbänden starten. In den Altersklassen Junioren und Anfänger durften ausschließlich Sportler aus Finnland, Schweden, Dänemark, Norwegen und Island starten. Die Wettbewerbe fanden in der Eissporthalle Egilshöll statt.

## Senioren

### Männer
| Platz | Name              | Land                   | Punkte | Kurz | Kurz  | Kür | Kür    |
| ----- | ----------------- | ---------------------- | ------ | ---- | ----- | --- | ------ |
| 1     | Alexander Majorov | Schweden               | 213.32 | 1    | 71.86 | 1   | 141.46 |
| 2     | Justus Strid      | Dänemark               | 160.32 | 4    | 53.81 | 3   | 106.51 |
| 3     | Kim Lucine        | Monaco                 | 159.94 | 6    | 47.02 | 2   | 112.92 |
| 4     | Ondrej Spiegl     | Schweden               | 158.25 | 3    | 53.88 | 5   | 104.37 |
| 5     | Harry Mattick     | Vereinigtes Königreich | 148.86 | 2    | 58.50 | 8   | 90.36  |
| 6     | Viktor Zubik      | Finnland               | 147.00 | 9    | 42.08 | 4   | 104.92 |
| 7     | Valtter Virtanen  | Finnland               | 142.91 | 5    | 50.57 | 7   | 92.34  |
| 8     | Matthias Versluis | Finnland               | 142.66 | 8    | 45.13 | 6   | 97.53  |
| 9     | Mathias Andersson | Schweden               | 130.44 | 7    | 46.27 | 9   | 84.17  |
| 10    | Keiran Araza      | Dänemark               | 118.75 | 10   | 40.81 | 10  | 77.94  |

### Frauen
| Platz | Name                    | Land     | Punkte | Kurz | Kurz  | Kür | Kür    |
| ----- | ----------------------- | -------- | ------ | ---- | ----- | --- | ------ |
| 1     | Viktoria Helgesson      | Schweden | 157.93 | 1    | 54.37 | 1   | 103.56 |
| 2     | Joshi Helgesson         | Schweden | 148.48 | 2    | 53.83 | 3   | 94.65  |
| 3     | Anita Madsen            | Dänemark | 144.90 | 5    | 47.77 | 2   | 97.13  |
| 4     | Isabelle Olsson         | Schweden | 135.93 | 4    | 47.90 | 4   | 88.03  |
| 5     | Camilla Gjersem         | Norwegen | 133.08 | 6    | 46.52 | 5   | 86.56  |
| 6     | Anne Line Gjersem       | Norwegen | 131.82 | 3    | 48.05 | 6   | 83.77  |
| 7     | Nea Viiri               | Finnland | 121.77 | 9    | 43.12 | 7   | 78.65  |
| 8     | Anine Rabe              | Norwegen | 120.67 | 7    | 44.93 | 8   | 75.74  |
| 9     | Seidi Rrantanen         | Finnland | 114.18 | 8    | 43.78 | 9   | 70.40  |
| 10    | Rosaliina Kuparinen     | Finnland | 110.36 | 10   | 42.97 | 10  | 67.39  |
| 11    | Alina Milevskaya        | Ukraine  | 109.11 | 11   | 42.58 | 11  | 66.53  |
| 12    | Guðbjörg Guttormsdóttir | Island   | 70.88  | 12   | 24.32 | 12  | 66.53  |